# مدرسه فتحیه
مدرسه فتحیه (انگلیسی: Al-Fathiyah Madrasa) مدرسه تاریخی مربوط به قرن هجدهم میلادی در دمشق، سوریه است.